# Stamper Peak
Der Stamper Peak ist ein 2180 m hoher Berg im ostantarktischen Viktorialand. In den Admiralitätsbergen ragt er 16 km ostnordöstlich des Mount Gilruth aus dem südzentralen Gebirgskamm auf, der den Dugdale- vom Ommanney-Gletscher trennt.
Der United States Geological Survey kartierte ihn anhand eigener Vermessungen und Luftaufnahmen der United States Navy aus den Jahren von 1960 bis 1963. Das Advisory Committee on Antarctic Names benannte ihn 1970 nach Wilburn E. Stamper, Funker auf der McMurdo-Station im Jahr 1967.